# Uzbekistan na Zimowych Igrzyskach Olimpijskich 2022
Uzbekistan na Zimowych Igrzyskach Olimpijskich 2022 – występ kadry sportowców reprezentujących Uzbekistan na igrzyskach olimpijskich, które odbyły się w Pekinie w Chińskiej Republice Ludowej, w dniach 4-20 lutego 2022 roku.
Reprezentacja Uzbekistanu liczyła jednego zawodnika – mężczyznę.
Był to ósmy start Uzbekistanu na zimowych igrzyskach olimpijskich.

## Reprezentanci
| Zawodnik          | Konkurencja   | Zjazd 1. | Zjazd 1. | Zjazd 2. | Zjazd 2. | Suma    | Suma    | Źródło |
| Zawodnik          | Konkurencja   | Czas     | Miejsce  | Czas     | Miejsce  | Czas    | Miejsce | Źródło |
| ----------------- | ------------- | -------- | -------- | -------- | -------- | ------- | ------- | ------ |
| Komiljon Tuxtayev | Slalom gigant | 1:12,77  | 34.      | 1:14,72  | 27.      | 2:27,49 | 29.     | [ 2 ]  |
| Komiljon Tuxtayev | Slalom        | DSQ      | DSQ      | DSQ      | DSQ      | DSQ     | DSQ     | [ 3 ]  |